# Підмаренник Кондратюка
Підмаренник Кондратюка (Galium × kondratjukii Ostapko, Galium kondratjukii Ostapko) — вид трав'янистих рослин з роду підмаренник (Galium) родини маренових (Rubiaceae).

## Історія
Вид був вперше описаний у 1993 році Володимиром Михайловичем Остапком в Українському ботанічному журналі і названий на честь українського ботаніка, директора-організатора Донецького ботанічного саду Євгена Миколайовича Кондратюка.

## Біоморфологічна характеристика
Багаторічна трав'яна рослина 40–100 см заввишки. Стебла нечисленні, міцні, косо висхідні, розгалужені у верхній половині, округлі, виразно ребристі, вкриті численними волосками. Середні стеблові листки розташовані в несправжніх мутовках по 7–10 штук, до 35 мм завдовжки, вкриті численними волосками, вузьколінійні, з коротким вістрям, краї щільно загорнуті наспід, під час цвітіння спрямовані донизу. Приквіткові листки ланцетні, голі, іноді по краях і зісподу рідковійчасті. Суцвіття волотисте, рихле, гілки також вкриті численними волосками. Квітконіжки до 2 мм завдовжки, голі або вкриті поодинокими щетинками. Віночок зрослопелюстковий, жовтуватий, лійкоподібний, до 1,8 мм завдовжки та 3 мм завширшки, з трубкою близько 0,4 мм завдовжки, чотирилопатевий; лопаті довгастояйцеподібні, 1,0–1,3 мм завдовжки, 0,5–0,6 мм завширшки, короткозагострені, кінчики злегка загорнуті всередину. Плід горіхоподібний, двійчастий, мерикарпії голі. Цвіте у червні — липні. Плодоносить у липні — серпні.

## Поширення й екологія
Ареал — донецький Лісостеп. Ендемічний вид Донеччини.
Зростає на степових схилах.

## Раритетність
Підмаренник Кондратюка занесений до Офіційного переліку регіонально рідкісних рослин Донецької області і Червоної книги Донецької області.
Причиною раритетності є природна рідкісність виду, випасання худоби.

## Охоронні заходи
На територіях об'єктів природно-заповідного фонду України вид не виявлений.